# Marina Berti
Marina Berti, pseudonimo di Elena Maureen Bertolino (Londra, 29 settembre 1924 – Roma, 29 ottobre 2002), è stata un'attrice italiana.

## Biografia

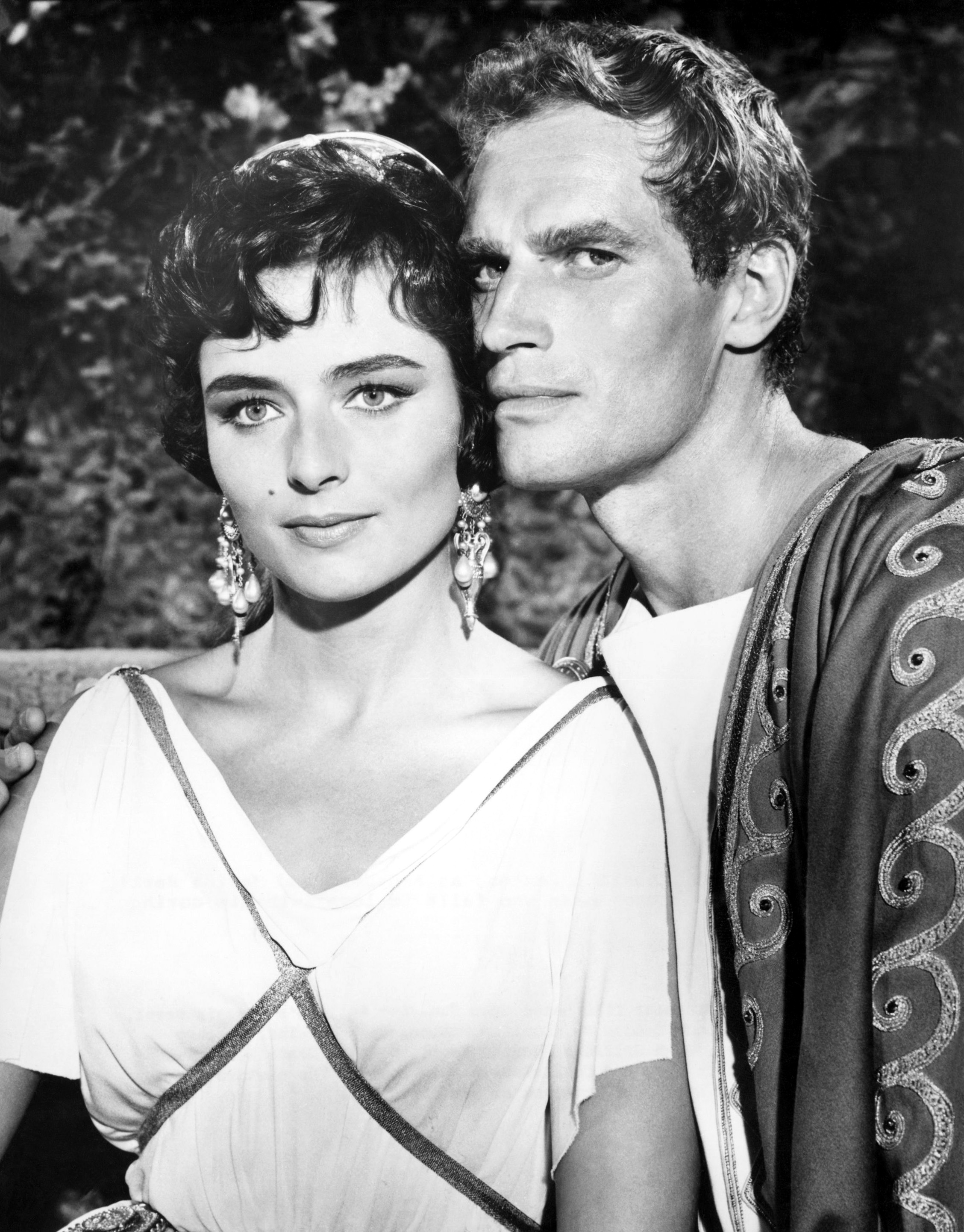
Marina Berti con Charlton Heston in Ben-Hur (1959)

Figlia di un italiano emigrato nel Regno Unito, alla fine degli anni trenta arrivò in Italia, stabilendosi a Firenze per ultimare gli studi. Appassionata di recitazione, partecipò ad alcuni spettacoli teatrali per debuttare negli studi dell'EIAR di Radio Firenze.
Nel 1940 la giovanissima Berti si trasferì a Roma per entrare nel mondo del cinema: notata dal regista Piero Ballerini, esordì davanti alla cinepresa nel film La fuggitiva (1941), in una parte minore. Nel 1943 invece debuttò come protagonista in Giacomo l'idealista di Alberto Lattuada.
Attrice dotata di grande bellezza e di intensità comunicativa, per tutti gli anni cinquanta e sessanta recitò in ruoli di spessore in film come Febbre di vivere (1953), diretto da suo marito, Claudio Gora (pseudonimo di Emilio Giordana), e Un eroe del nostro tempo (1960) di Sergio Capogna, un film sulla Resistenza italiana. Partecipò anche a importanti produzioni internazionali, specialmente di grandi kolossal hollywoodiani, come Quo vadis (1951) di Mervyn LeRoy, Ben-Hur (1959) di William Wyler e Cleopatra (1963) di Joseph L. Mankiewicz.
Venne anche accreditata con il nome d'arte Maurin Melrose ne Il testimone, film del 1945 diretto da Pietro Germi.
A cominciare dalla metà degli anni settanta, dopo avere partecipato a diversi sceneggiati televisivi tra cui Odissea, l'attrice cominciò a diradare la propria presenza sul grande e piccolo schermo.
Morì a Roma il 29 ottobre 2002, all'età di 78 anni. È sepolta al cimitero Flaminio di Roma.

## Vita privata
Era moglie del cineasta Claudio Gora nonché madre degli attori Andrea, Marina, Carlo, Luca e Cristina Giordana.

## Filmografia

### Cinema

Marina Berti con Massimo Serato nel film Giacomo l'idealista (1943)

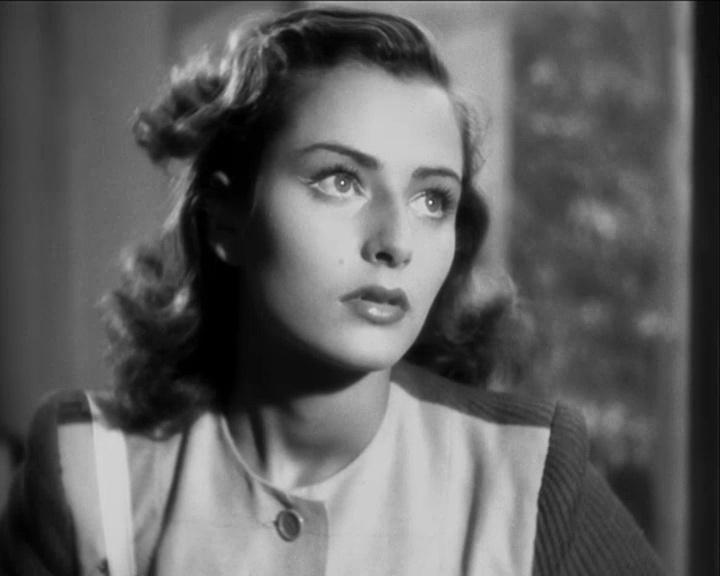
Marina Berti nel film La donna della montagna (1944)

Marina Berti nel film Sinfonia fatale (1946)

Marina Berti con Andrea Checchi nel film Il grido della terra (1949)

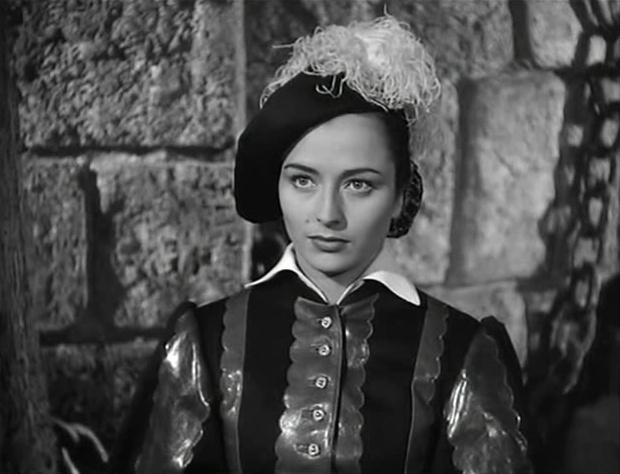
Marina Berti nel film Il capitano nero (1951)

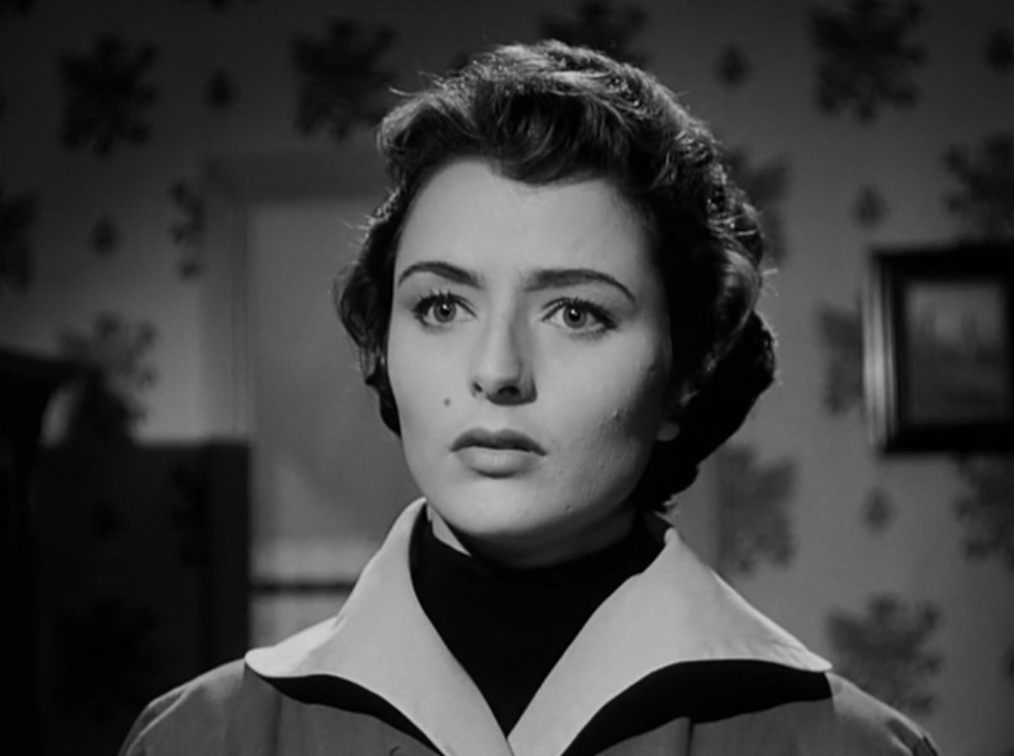
Marina Berti nel film Ai margini della metropoli (1953)

- La fuggitiva, regia di Piero Ballerini (1941)
- Divieto di sosta, regia di Marcello Albani (1942)
- Giacomo l'idealista, regia di Alberto Lattuada (1943)
- La primadonna, regia di Ivo Perilli (1943)
- La valle del diavolo, regia di Mario Mattoli (1943)
- La storia di una capinera, regia di Gennaro Righelli (1943)
- La donna della montagna, regia di Renato Castellani (1944)
- La porta del cielo, regia di Vittorio De Sica (1944)
- Non desiderare la roba d'altri, episodio de I dieci comandamenti, regia di Giorgio Walter Chili (1945)
- Il testimone, regia di Pietro Germi (1945)
- Il fantasma della morte, regia di Giuseppe Guarino (1946)
- Preludio d'amore, regia di Giovanni Paolucci (1946)
- Notte di tempesta, regia di Gianni Franciolini (1946)
- Sinfonia fatale, regia di Victor Stoloff (1947)
- Il grido della terra, regia di Duilio Coletti (1948)
- Il principe delle volpi (Prince of Foxes), regia di Henry King (1949)
- Vespro siciliano, regia di Giorgio Pàstina (1949)
- Il cielo è rosso, regia di Claudio Gora (1950)
- Il capitano nero, regia di Giorgio Ansoldi (1951)
- Il sentiero dell'odio, regia di Sergio Grieco (1951)
- Quo vadis, regia di Mervyn LeRoy (1951)
- Il deportato (Deported), regia di Robert Siodmak (1951)
- Operazione Mitra, regia di Giorgio Cristallini (1951)
- Marmittoni al fronte (Up Front), regia di Alexander Hall (1951)
- La regina di Saba, regia di Pietro Francisci (1952)
- Carne inquieta, regia di Silvestro Prestifilippo (1952)
- La colpa di una madre, regia di Carlo Duse (1952)
- Amore rosso - Marianna Sirca, regia di Aldo Vergano (1952)
- Febbre di vivere, regia di Claudio Gora (1953)
- Ai margini della metropoli, regia di Carlo Lizzani (1953)
- Il letto del re (Abdulla the Great), regia di Gregory Ratoff (1954)
- Casta Diva, regia di Carmine Gallone (1954)
- I cavalieri della regina, regia di Mauro Bolognini (1955)
- Faccia da mascalzone, regia di Raffaele Andreassi (1955)
- Maria Antonietta, regina di Francia (Marie-Antoinette reine de France), regia di Jean Delannoy (1955)
- Il canto dell'emigrante, regia di Andrea Forzano (1956)
- Il cavaliere dalla spada nera, regia di László Kish (1956)
- Le avventure di Roby e Buck, regia di Gennaro De Dominicis (1958)
- Ben-Hur, regia di William Wyler (1959)
- Un eroe del nostro tempo, regia di Sergio Capogna (1960)
- Madame Sans-Gêne, regia di Christian-Jaque (1961)
- Jessica, regia di Jean Negulesco (1962)
- La congiura dei dieci, regia di Baccio Bandini (1962)
- Il tiranno di Siracusa, regia di Alberto Cardone (1962)
- Cleopatra, regia di Joseph L. Mankiewicz (1963)
- Le conseguenze, regia di Sergio Capogna (1964)
- Intrigo a Parigi (Monsieur), regia di Jean-Paul Le Chanois (1964)
- Made in Italy, regia di Nanni Loy (1965)
- Un uomo, un cavallo, una pistola, regia di Luigi Vanzi (1967)
- Un angelo per Satana, regia di Camillo Mastrocinque (1967)
- Qualcuno ha tradito, regia di Franco Prosperi (1967)
- Temptation, regia di Lamberto Benvenuti (1968)
- Se è martedì deve essere il Belgio (If It's Tuesday, This Must Be Belgium), regia di Mel Stuart (1969)
- L'odio è il mio Dio, regia di Claudio Gora (1969)
- Strada senza uscita, regia di Gaetano Palmieri (1969)
- Il caso "Venere privata" (Cran d'arrêt), regia di Yves Boisset (1970)
- La Califfa, regia di Alberto Bevilacqua (1970)
- Tre nel Mille, regia di Franco Indovina (1971)
- Buona parte di Paolina, regia di Nello Rossati (1973)
- Pianeta Venere, regia di Elda Tattoli (1974)
- La polizia chiede aiuto, regia di Massimo Dallamano (1974)
- Divina creatura, regia di Giuseppe Patroni Griffi (1975)
- L'ultimo treno della notte, regia di Aldo Lado (1975)
- Il garofano rosso, regia di Luigi Faccini (1976)
- Una spirale di nebbia, regia di Eriprando Visconti (1977)
- Il pentito, regia di Pasquale Squitieri (1985)
- L'ultima mazurka, regia di Gianfranco Bettettini (1986)
- La posta in gioco, regia di Sergio Nasca (1987)
- Ostinato destino, regia di Gianfranco Albano (1991)
- Dall'altra parte del mondo, regia di Arnaldo Catinari (1992)
- Amen., regia di Costa-Gavras (2002)

### Televisione
- La Pisana, regia di Giacomo Vaccari – miniserie TV (1960)
- Odissea, regia di Franco Rossi – miniserie TV (1968)
- Jekyll, regia di Giorgio Albertazzi – miniserie TV (1969)
- Giocando a golf una mattina, regia di Daniele D'Anza – miniserie TV (1969)
- Nero Wolfe – serie TV, episodio 1x01 (1969)
- Mosè, regia di Gianfranco de Bosio – miniserie TV (1974)
- La mossa del cavallo, regia di Giacomo Colli – miniserie TV (1977)
- Gesù di Nazareth, regia di Franco Zeffirelli – miniserie TV (1977)
- La donna in bianco, regia di Mario Morini – miniserie TV (1980)
- Delitto di stato, regia di Gianfranco de Bosio – miniserie TV (1982)
- Disperatamente Giulia, regia di Enrico Maria Salerno – miniserie TV (1988)
- Edera – serial TV (1992)
- L'amore che non sai – serie TV (1993)

## Riconoscimenti
- Nastro d'argento
  - 1972 – Miglior attrice non protagonista per La Califfa[2]

## Doppiatrici italiane
- Dhia Cristiani in Vespro siciliano, La congiura dei dieci
- Rita Savagnone in Intrigo a Parigi, Qualcuno ha tradito
- Lydia Simoneschi in Il grido della terra
- Tina Lattanzi in La regina di Saba
- Adriana De Roberto in Un angelo per Satana